# Sulín
Sulín (deutsch sehr selten Sulm, ungarisch Szulin) ist eine Gemeinde im Nordosten der Slowakei im Okres Stará Ľubovňa. Sulín liegt im Tal des Palenický jarok und des Poprad, der hier die Grenze zwischen Polen und der Slowakei bildet.

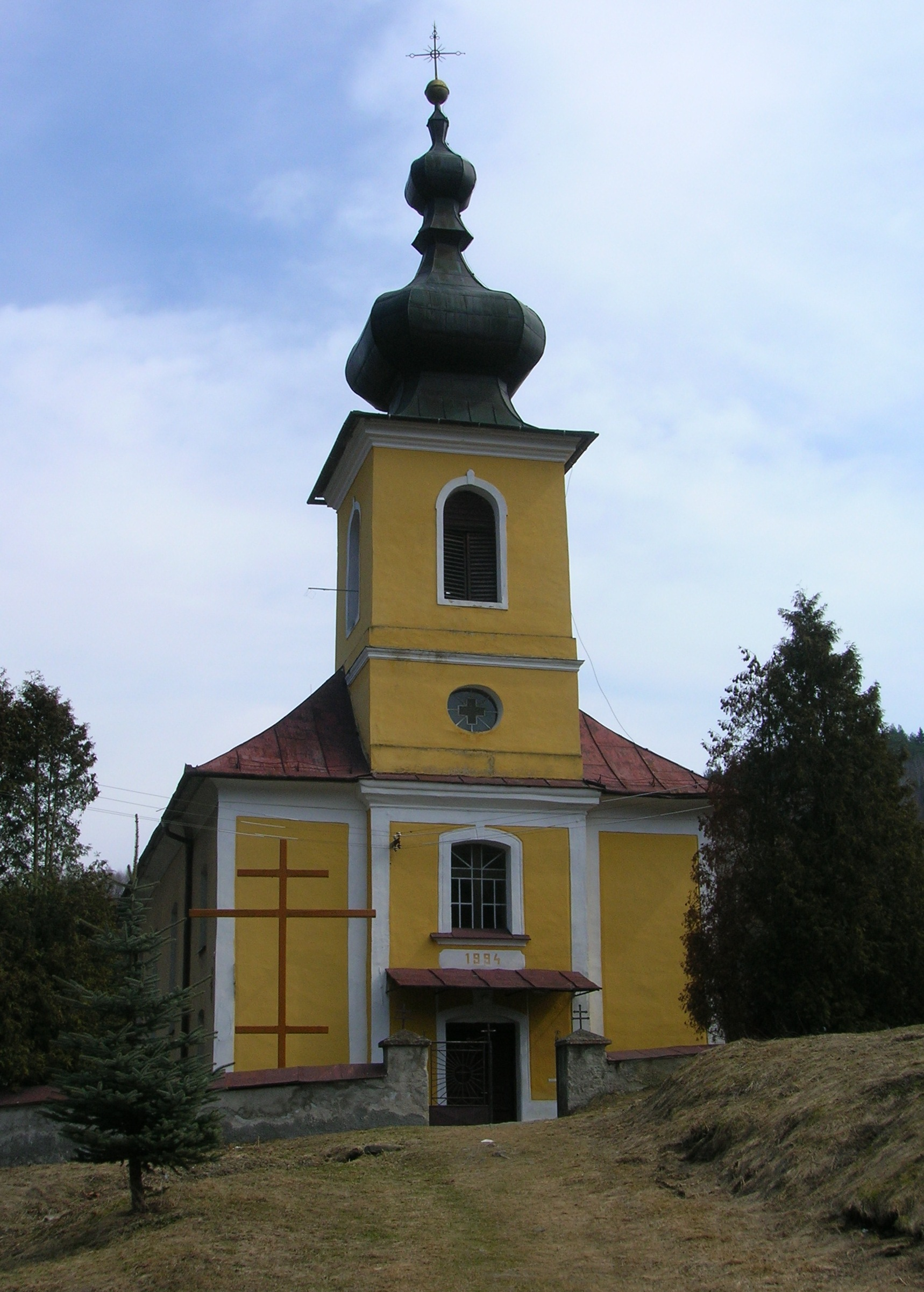
Kirche von Sulín

Die Gemeinde entstand 1960 durch den Zusammenschluss der beiden Orte Malý Sulín (im ehemaligen Komitat Scharosch) und Veľký Sulín (im ehemaligen Komitat Zips). Bis etwa 1888 sowie 1920–1927 wurde allerdings der Name Sulín für beide Orte verwendet. Zu den Ortsteilen zählt neben dem Hauptort Sulín noch der nordwestlich gelegene Ort Zavodie.
Im Ort gibt es eine neoklassizistische orthodoxe Kirche von 1879, die dem heiligen Erzengel Michael geweiht ist.

## Bevölkerung
| Jahr                | 1994 | 2004 | 2014     | 2024     |
| ------------------- | ---- | ---- | -------- | -------- |
| Anzahl der Personen | 450  | 414  | 345      | 292      |
| Unterschied         |      | −8 % | −16,66 % | −15,36 % |

| Jahr                | 2023 | 2024    |
| ------------------- | ---- | ------- |
| Anzahl der Personen | 301  | 292     |
| Unterschied         |      | −2,99 % |